# Bundesstraße 7a
Die Bundesstraße 7a (Abkürzung: B 7a) in Westthüringen diente als Autobahnzubringer von der B 7 bei Eisenach/Krauthausen zur A 4, Anschlussstelle Herleshausen. Die B 7a endete an der thüringisch/hessischen Grenze und ging auf hessischer Seite auf die Landesstraße 3251 Richtung Herleshausen und Wommen über. Außerdem diente sie zur Anbindung des Opelwerkes Eisenach und des Gewerbegebietes Stedtfeld an die Autobahn, hierzu wurde 1998 unterhalb der Werratalbrücke der A 4 über die Werra der Straßentunnel Hörschel durch den Hörschelberg angelegt, der die Landesstraße 1021 nördlich von Hörschel an die B 7a anschloss.

## Geschichte
Die Straße wurde 1939 als Baustellenzubringer und Umgehungsstraße der noch zu bauenden Werratalbrücke im Zuge der Reichsautobahn Eisenach-Bad Hersfeld mit einer Breite von sieben Metern in Asphaltbauweise angelegt. Südlich von Spichra querte sie auf einer Holzbrücke die Werra, folgte dann dem Verlauf der Bahnlinie Creuzburg-Wartha und verlief parallel zur Thüringer Bahn am Fuße des Kielforst nach Herleshausen.
Nach Kriegsende diente sie in der Zeit der Deutschen Teilung als provisorische Transitstrecke zwischen den Grenzkontrollpunkten Herleshausen und Wartha. Erst mit der Fertigstellung der Autobahn zwischen Eisenach-West und Herleshausen und der Autobahn-Grenzübergangsstelle Wartha wurde dieses Provisorium 1984 funktionslos. 
Im Jahr 2009 wurde die B 7a zur Landesstraße 1017 heruntergestuft.